# جان دیوید کریو گراهام
جان دیوید کریو گراهام (انگلیسی: John Graham؛ ۱۸ ژانویه ۱۹۲۳ – ۱۴ دسامبر ۲۰۱۲) فرد نظامی اهل بریتانیا بود. وی همچنین برندهٔ جوایزی همچون نشان حمام و نشان امپراتوری بریتانیا شده‌است.